# Karlsruher Fussball Verein
Il Karlsruher Fussball Verein (Karlsruher FV o, più abbreviato, KFV) è una società calcistica tedesca, della città di Karlsruhe, attualmente militante nella Kreisklasse C, la più bassa divisione del calcio tedesco (12º livello). 
Fondata il 10 ottobre 1891, prima della prima guerra mondiale il KFV entrò nel novero delle squadre di punta della Germania, vincendo il campionato del 1910 e giungendo due volte secondo (1905 e 1912). Dopo una lunga ed incostante storia, chiuse i battenti nel 2004 per problemi finanziari. Dall'estate 2007 rientrò in attività, ripartendo dalle categorie più basse.

## Storia

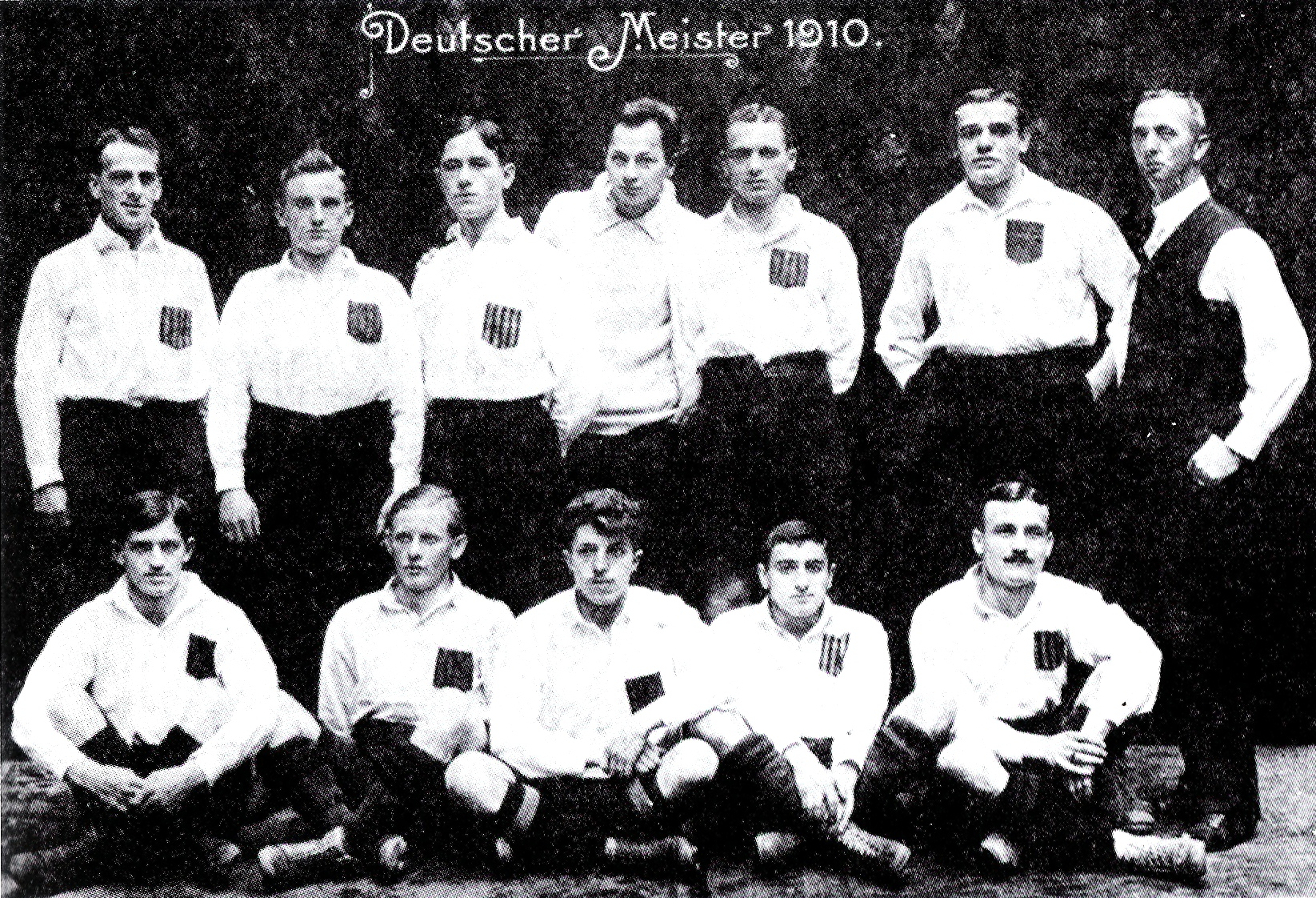
La squadra campione di Germania 1910

Il KFV venne fondato a Karlsruhe nel 1891; disputò la prima partita nel 1892, perdendo 1-0 contro l'International FC 1889 Karlsruhe, club fondato da Walther Bensemann, che nel 1894 si fuse proprio con il KFV. Appena dopo la fondazione della Deutscher Fussball Bund, della quale è uno degli 86 membri fondatori, diventò una dei club più temibili di tutta la nazione. Per cinque volte di fila (1901, 1902, 1903, 1904, 1905) si aggiudicò il titolo della Germania meridionale, garantendosì dal 1903 l'accesso alle finali nazionali. Nel 1905 ottenne per la prima volta l'accesso alla finale, dove però uscì sconfitto dall'Union 92 Berlin. A coronamento di quell'era di grosse soddisfazioni, arrivò il titolo nazionale del 1910, ottenuto battendo per 1-0 ai supplementari l'Holstein Kiel. Nel 1912 raggiunse nuovamente la finale, ma la perse, per 2-1, contro gli stessi avversari di 2 anni prima. Vinse comunque per altri 3 anni di fila (1910, 1911, 1912) il titolo della Germania Meridionale

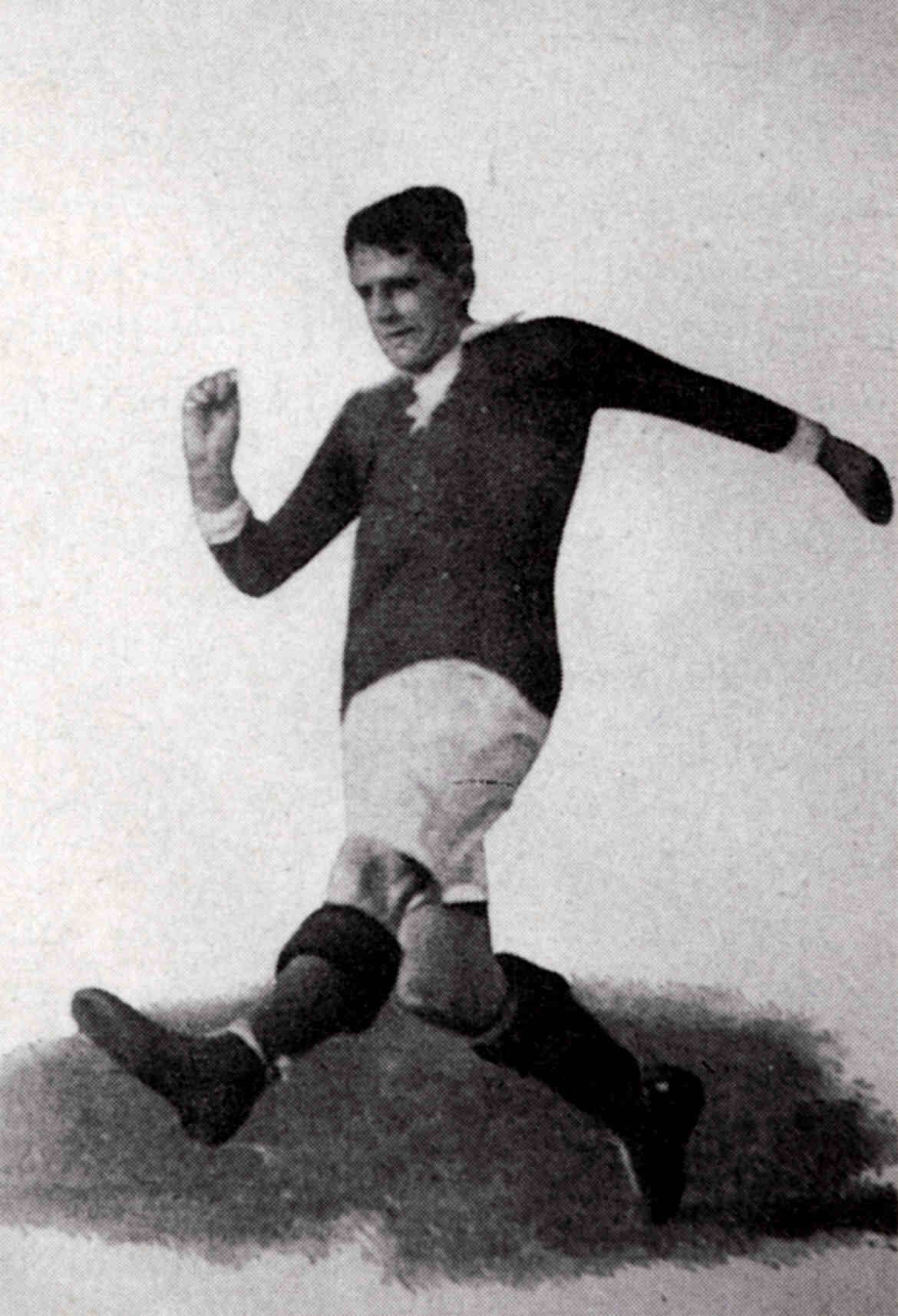
Gottfried Fuchs

Alla schiera dei migliori giocatori di quell'epoca apparteneva il trio di attaccanti Fritz Förderer, Gottfried Fuchs e Julius Hirsch, che negli anni dieci presero parte a svariati incontri della nazionale tedesca. In particolare Fuchs, il 1º luglio 1912, entrò nella storia del calcio tedesco, mettendo a segno 10 reti nello stesso incontro, nella gara olimpica vinta per 16-0 contro la Russia.
Nel 1925 il KFV assunse come allenatore lo scozzese Jimmy Lawrence (da calciatore, valido portiere del Newcastle United), proveniente dal Preston North End, appena retrocesso dalla massima divisione inglese. Lawrence rimase nel club del Baden-Württemberg fino al 1931. Durante i sei anni di permanenza conquistò il titolo regionale del Württemberg/Baden nel 1926 e quelli del Baden nel 1928, 1929 e 1931. Questi titoli permisero di andare a giocarsi il titolo nazionale, dove tuttavia il KFV uscì sempre anzitempo. Dopo la riforma dei campionati con l'avvento del regime nazista, il KFV partecipò otto volte alla Gauliga Baden; tra il 1933-34 ed il 1936-37, tra il 1938-39 ed il 1940-41 e nel 1943-44.

### Dopo la Seconda Guerra Mondiale
Finito il secondo conflitto mondiale, in Germania il calcio era al disarmo; nella zona occupata dagli Alleati furono dismesse tutte le attività, comprese quelle sportive, compromesse dal regime nazista. Tuttavia in breve tempo molte società si riformarono e vennero organizzati nuovamente tornei a carattere regionale. Per i primi due anni post-bellici questi tornei non qualificarono ad alcun torneo nazionale; proprio in questi due anni il KFV venne inserito nella Oberliga Süd, il massimo campionato della Germania Meridionale. In entrambe le stagioni, 1945-1946 e 1946-1947, il KFV si piazzò sul fondo della graduatoria: al primo anno mantenne il posto in massima serie a causa di una ristrutturazione dei campionati, al secondo la retrocessione fu invece inevitabile.
All'inizio degli anni cinquanta un'altra società di Karlsruhe, il VfB Mühlburg, stava attraversando una difficile crisi finanziaria ed era alla ricerca di una fusione con una società di maggiore disponibilità; il KFV non accettò, così nell'ottobre 1952 il Mühlburg si fuse con l'FC Phönix nel Karlsruher SC. Il KFV, negli anni successivi, riuscì sempre più difficilmente a sostenere i costi necessari per competere in campionati di alto livello: l'ultimo anno di militanza in 2. Oberliga (seconda serie) fu il 1957, dopo 5 tornei consecutivi in quella categoria. La retrocessione segnò l'inizio di un declino: fino al 1976 riuscì a mantenere la presenza nella Amateurliga Nordbaden (terza divisione), poi sprofondò nelle serie inferiori, fino a scendere nella Kreisklasse B, ovvero la penultima categoria nazionale.
Nell'ottobre 2004 il KFV fu estromesso dalle competizioni con effetto immediato, a causa di insolvenze finanziarie.
Nel 2007, la squadra venne riformata, su iniziativa di Alexander Etzel, attuale presidente della società. Ripartì dalla Kreisklasse C, ultima categoria nazionale, dove gioca tuttora.

## Palmarès

### Competizioni nazionali
- Campionato tedesco: 1

1909-1910

### Competizioni interregionali
- Campionato della Germania meridionale: 8

1901, 1902, 1903, 1904, 1905, 1910, 1911, 1912

### Altri piazzamenti
- Campionato tedesco:

Secondo posto: 1904-1905, 1911-1912
Semifinalista: 1902-1903, 1910-1911